# ZNF281
ZNF281‏ (Zinc finger protein 281) هوَ بروتين يُشَفر بواسطة جين ZNF281 في الإنسان.